# Nízký roštěnec

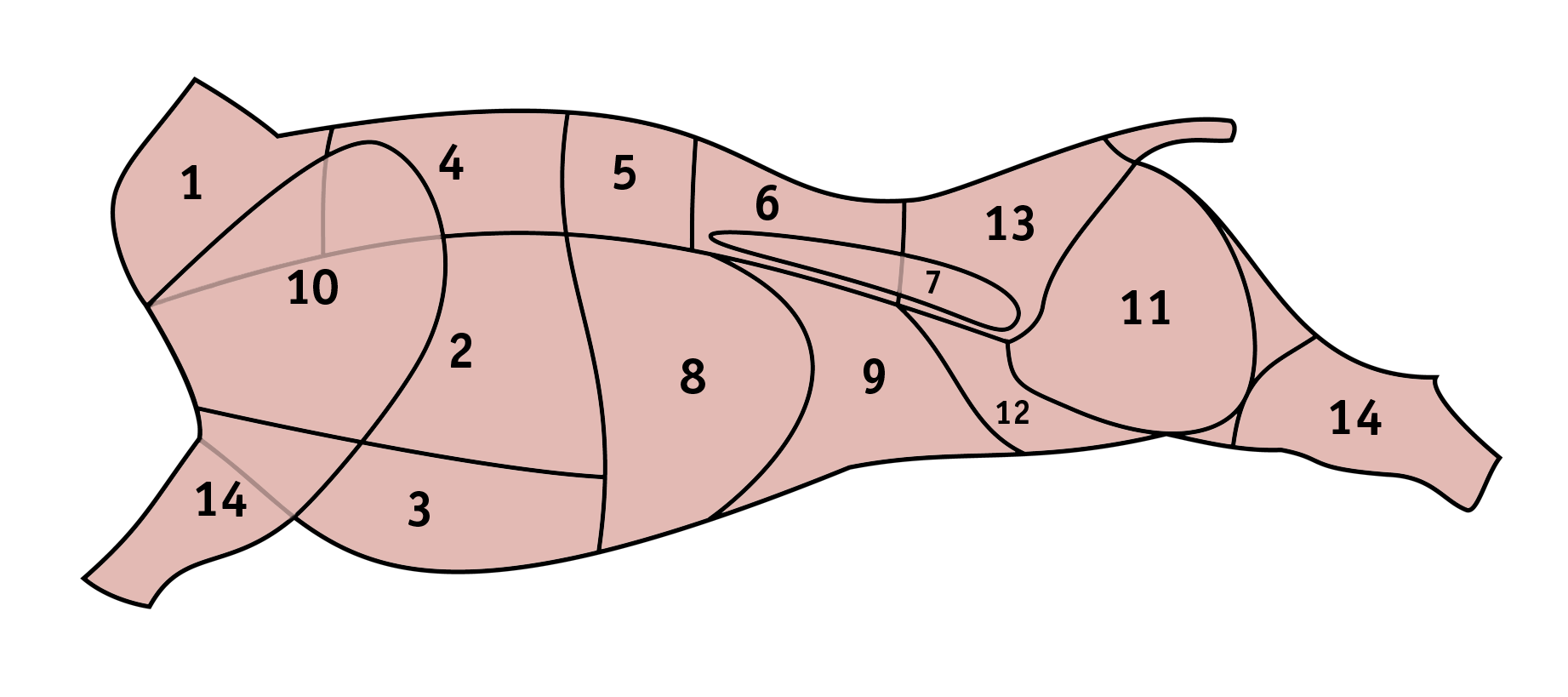
Schematické znázornění dílů hovězího masa - nízký roštěnec je pod číslem 6

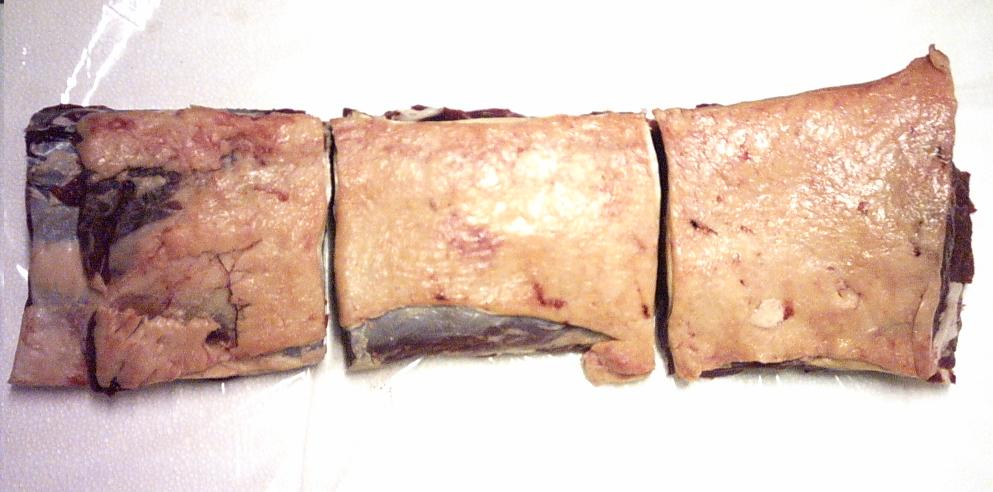
nízký roštěnec

Nízký roštěnec je část zadní čtvrtě jatečně opracované půlky jatečného skotu a koní. Jedná se o velmi kvalitní, šťavnaté zadní maso, vhodné k přípravě steaků, minutek i na anglický způsob pečení. Nízký roštěnec bez kostí se nazývá roštěná.
Kostním podkladem nízkého roštěnce je polovina 6. až 13. (tedy posledních) hrudních obratlů a všechny obratle bederní a dále obratlové konce posledních žeber. Hlavní svalem, který tvoří toto maso, je nejdelší hrudní sval (m. longissimus thoracis), široký sval zádový (m. latissimus dorsi), čtyřhranný sval bederní (m. quadratus lumborum), dále do nízkého roštěnce zasahují také mezižeberní svaly a částečně i hruškovitý sval (m. piriformis). U skotu o živé hmotnosti 500 kg činí hmotnost hrudní v jatečné půlce průměrně 7,7 kg.